# Сламнешти (Арђеш)
Сламнешти (рум. Slămnești) насеље је у Румунији у округу Арђеш у општини Брадулец. Oпштина се налази на надморској висини од 626 m.

## Становништво
Према подацима из 2002. године у насељу је живело 140 становника, од којих су сви румунске националности.